# Kumaon

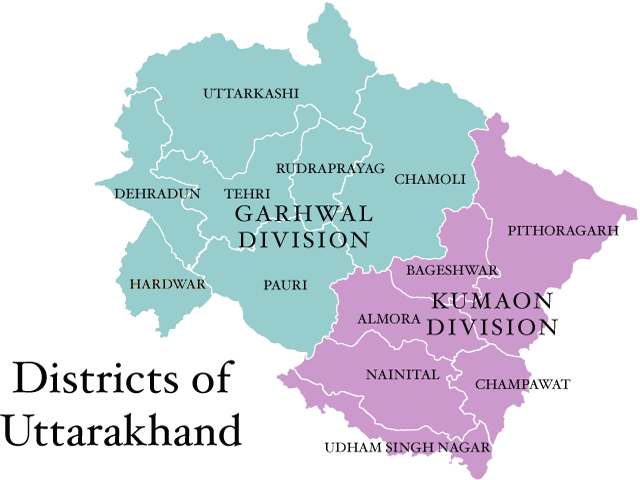
Districtes i divisions

Kumaon o Kumaun és una de les dues divisions administratives que formen l'estat d'Uttarakhand a l'Índia. Anteriorment fou una divisió de l'Uttar Pradesh i durant el Raj Britànic una divisió de les Províncies Unides. És, en gran part, a les muntanyes de l'Himàlaia entre el Tibet i la regió Muntanyosa coneguda com a Tarai (Índia). Limita al nord amb Tibet, a l'est amb Nepal, al sud amb Uttar Pradesh i a l'oest amb Himachal Pradesh. Les seves muntanyes arriben sovint als 550 metres. Els rius principals són el Gori, Dhauli, Kali o Sharda (que forma la frontera amb Nepal), Pindari, Kailganga i altres. La seva ´superfície és de 21.056 km² i la població de 4.668.329 habitants al cens del 2001. La capital és Nainital. La formen els següents districtes:
- Districte de Nainital
- Districte d'Almora
- Districte de Bageshwar
- Districte de Champawat
- Districte de Pithoragarh
- Districte d'Udham Singh Nagar.

Quan formava una divisió de les Províncies Unides la població era:
- 1872: 928.823
- 1881: 1.046.263
- 1891: 1.181.567
- 1901: 1.207.030

La població llavors era hindú en un 92% i musulmana en un 7%. Naini Tal era també la capital d'estiu de les Províncies Unides. Els districtes que la formaven aleshores eren el Districte de Naini Tal, el Districte d'Almora i el Districte de Garhwal. Naini Tal, la part sud, estava en part a la regió anomenada Bhabar i en part a la de Tarai (Índia). Els altres dos districtes estaven a la zona de l'Himàlaia i contenien els cims més alts de la divisió i de l'Índia. El Tarai era administrat com un zamindari del govern mentre el Bhabar el sistema de tinença de terra era en part el general (peculiar de la zona) i en part el mateix que el de Tarai.

## Història
La dinastia katyuri era una branca del kunindes fundada per Vashudev Katyuri. Originalment de Joshimath, es va estendre des de Katyr, moderna vall de Baijnath (Uttarakhand), a Kumaon i entre els segles VII i XI va governar un gran regne amb capital a Baijnath (districte de Bageshwar) aleshores coneguda com a Kartikeyapura. Al seu zenit els reis dominaven del Nepal a l'est a Kabul a l'oest, però el regne es va fragmentar al segle xii. La dinastia rajbar d'Askot a Pithoragarh, es va establir el 1279 per una branca del Katyuris, dirigits per Abhay Pal Deo, net del rei Brahm Deo. La dinastia va governar la regió fins al temps del Raj Britànic (1816)
Després de la desintegració del regne Katyuri al segle xiii, el territori estava dividit en vuit principats: Baijnath-Katyuri, Dwarhat, Doti, Baramandal, Askot, Sira, Sora i Sui (Kali kumaon).
El regne Chand el va fundar originalment Som Chand que va anar a la zona des de Kanauj prop d'Allahabad al segle X i progressivament van desplaçar als Katyuri de la vall de Katyuri (Baijnath) al segle xi. El seu estat s'anomenà Kuramnchal i va tenir capital a Champawat al Kali Kumaon (la zona del riu Kali). Van construir nombrosos temples al segle xii i al XIII. El chand van lluitar contra els clans rajputs especialment contra els mankòties de Mankot, els Pathni/Pathànies d'Attigaon-Kamsyar, els kalakotis i altres, però es van poder imposar.
El 1496 Raja Madhav Singh Bargujar expulsat de Rajorgarh a Alwar pels musulmans es va establir a Kumaon; va reunir un exèrcit muntanyès i en temps de Sher Shah Suri va matar el nawab Dilawar Khan i es va apoderar d'un extens territori a l'esquerra del Ganges; el seu fill Raja Kammud Singh Bargujar va reforçar el seu poder i va matar el nawab Bahadur Khan Suri el 1560 estenent el seu regne per Kumaon i més enllà.
El 1581 després de la derrota de Raika Hari Mall de Doti, oncle matern de Rudra Chand a mans d'aquest darrer, Rudra va dominar els principats i el regne fou conegut com a Kumaon. Un dels sobirans més poderosos fou Baz Bahadur (1638-1678) que es va trobar amb Shah Jahan a Delhi i el 1655 hi va fer aliança contra el regne de Garhwal governat pel rei Pirthi Sah; després va conquerir el Tarai inclòs Dehradun (que fou separat del regne de Garhwal). Baz Bahadur va estendre el seu territori a l'est del riu Karnali. El 1672, Baz Bahadur va imposar unes taxes i els diners recollits foren enviats a Delhi com a tribut. Al final del segle xvii els rages chand van atacar altre cop Garhwal i el 1688, Udyot Chand va erigir diversos temples a Almora i altres llocs per commemorar la seva victòria sobre Garhwal i Doti. Jagat Chand (1708-1720) va derrotar el raja de Garhwal i el feu fugir cap a Srinagar i el seu regne fou donat a un braman. No obstant un posterior rei de Garhwal, Pradip Shah (1717-1772), va recuperar el país i va conservar Dun fins al 1757 quan s'hi van establir els rohilles dirigits per Najib al-Dawla; aquest al seu torn en fou expulsat al cap de poc temps per Pradip Shah. El 1744 Ali Muhammad Khan el cap rohilla, va envair Kumaon, i els rohilles van ocupar i saquejar Almora; la seva estada a la regió fou curta: al cap de set mesos, no els va agradar el clima, i van acceptar un pagament de 300.000 rupies i se'n van anar; tot i el poc temps que hi van estar, els danys que van fer als temples foren importants. Ali Muhammad Khan no va quedar satisfet del que havien fet els seus lloctinents i al cap de tres mesos de la retirada, el 1745, va tornar a enviar les seves forces, però aquesta vegada foren derrotats a l'entrada a les muntanyes, prop de Barakheri, i van abandonar la idea de conquesta.
El regne de Doti abans esmentat com a derrotat al final del segle xviii fou fundat al segle xiii sorgit de la descomposició de l'imperi Katyuri, fundat per un fill del darrer rei Katyuri. El seu títol era raika (plural raikes). Els raikes, després d'enderrocar a Khas Malla de Karnali va formar un potent regne a l'oest de Kumaon amb el nom de Doti. Hi ha evidències historiques dels següents raikes:
- Niranjan Malldev (fundador)
- Nagi Malla (vers 1238)
- Ripu Malla (vers 1279)
- Nirai Pal (vers 1353 i 1354)
- Nag Malla (vers 1384)
- Dhir Malla (vers 1400)
- Ripu Malla (vers 1410)
- Anand Malla (vers 1430)
- Balinarayan Malla (incert)
- Sansar Malla (vers 1442)
- Kalyan Malla (vers 1443)
- Suratan Malla (vers 1478)
- Kriti Malla (vers 1482)
- Prithivi Malla (vers 1488)
- Medini Jay Malla (vers 1512)
- Ashok Malla (vers 1517)
- Raj Malla (vers 1539)
- Arjun Malla/Shahi (governava a Sira amb el nom d'Arjun Malla i a Doti amb el nom o títol de Shahi)
- Bhupati Malla/Shahi (vers 1558)
- Sagaram Shahi (vers 1567)
- Hari Malla/Shahi (vers 1581, darrer raika de Sira, la part tocant a Nepal)
- Rudra Shahi (vers 1630-1642)
- Vikram Shahi (vers 1642-1671)
- Mandhat Shahi (vers 1671-1690)
- Raghunath Shahi (1690-1720)
- Hari Shahi (1720-1760)
- Krishna Shahi (1760-1785)
- Deep Shahi (1785-1790)
- Prithivi Pati Shahi (1790, va lluitar contra els gurkhes amb els britànics el 1814)

Vers el 1790 els gurkhes van ocupar el país; el raja va fugir; el raja i la població van demanar ajut als britànics diverses vegades. Finalment els britànics, per altres causes, van iniciar la guerra el 1814. Quatre mil kumaonis dirigits per Harakh Dev Joshi, un cap lleial als reis Chand (responsable de la invasió inicial gurkha) van lluitar al seu costat. Els britànics van derrotar els gurkhes a diversos llocs i en aquesta zona, a Jaithak i Malaun. Finalment els gurkhes foren derrotats a la decisiva batalla de Syahidevi i el governador gurkha va fugir. La via per expulsar els gurkhes de Garhwal va quedar oberta. Els britànics van donar als kumaonis el títol de "raça marcial" i entre ells va reclutar l'anomenat Kumaon Regiment (inicialment Hyderabad Regiment).
Els britànics no van respectar als pretendents als tron dels antics sobirans i van annexionar la regió el 1815 que fou administrada com a territori no regulat durant 70 anys. Es van formar tres districtes amb els noms de Garhwal Kumaon i Tarai; el districte de Kumaon i el districte de Tarai foren reorganitzats el 1891 i reanomenats Almora i Naini Tal de les seves capitals.